# Арсебургу
Арсебургу (порт. Arceburgo) — муниципалитет в Бразилии, входит в штат Минас-Жерайс. Составная часть мезорегиона Юг и юго-запад штата Минас-Жерайс. Входит в экономико-статистический микрорегион Сан-Себастьян-ду-Параизу. Население составляет 8609 человек на 2006 год. Занимает площадь 162,460 км². Плотность населения — 53,0 чел./км². Находится близ границы со штатом Сан-Паулу.

## История
Город приобрёл самоуправление 24 июня 1893 года. В 1901 году в городке была построена часовня в честь Иоанна Крестителя. Название Арсебургу город приобрёл в 1911 году, до этого он назывался «Сан-Жуан-да-Форталеза» (São João da Fortaleza), в него приехало много иммигрантов, в основном сирийцев, ливанцев и итальянцев.

## Экономика
Основным видом экономической деятельности является сельское хозяйство, производство кофе и молочных продуктов.
В сельской местности на 22 000 гектаров земли работали 317 производителей. В сельском хозяйстве было занято около 1700 человек. Основные возделывавшиеся культуры: кофе — 1500 га; сахарный тростник — 1340 га; и кукуруза, 800 га. Поголовье крупного рогатого скота составляло 14 000 голов, из них 4500 дойных коров (2006 г.). Свиноводство и птицеводство также играют важную роль в местной экономике.
На 2007 год в городе был один банк, а в автопарке насчитывалось 1219 автомобилей, 83 грузовика, 136 пикапов, 29 автобусов и 461 мотоцикл.

### Статистика
- Валовой внутренний продукт на 2003 год составлял 107 342 305,00 реалов (данные: Бразильский институт географии и статистики).
- Валовой внутренний продукт на душу населения на 2003 год составляет 12 861,53 реалов (данные: Бразильский институт географии и статистики).
- Индекс развития человеческого потенциала на 2000 год составляет 0,746 (данные: Программа развития ООН).

ВВП в 2005 году составил приблизительно 90 миллионов реалов, из которых 9 миллионов реалов были получены от налогов, 34 миллиона реалов от услуг, 33 миллионов реалов от промышленности и 13 миллионов реалов от сельского хозяйства. В 2005 году в промышленном секторе работало 710 человек, 364 человека были заняты в торговле, а 313 — в государственном управлении.

## География
Климат местности: горный тропический.